# Frida Gustavsson
Frida Gustavsson (sinh ngày 6 tháng 6 năm 1993) là một người mẫu người Thụy Điển.

## Sự nghiệp
Frida bắt đầu làm người mẫu vào năm 2008, khi đó cô là một người mẫu của Thụy Điển, sau đó cô tụ mình sang Tokyo. Cô được ký hợp đồng với IMG vào năm 2009, ngay sau đó cô là người mở đầu cho show diễn của Valentino thu 2009 tại tuần lễ thời trang Haute Couture.
Kể từ đó cô đã tham gia trình diễn cho Louis Vuitton, Chanel, Lanvin, Carolina Herrera, Fendi, Christian Dior, Jil Sander, Alexander McQueen, Anna Sui, Marc Jacobs, Michael Kors, Calvin Klein, Oscar de la Renta, Emilio Pucci, Celine, Hermès, Jean Paul Gaultier, Dolce & Gabbana, Givenchy, Yves Saint Laurent, Ralph Lauren, Blumarine và Versace.
Cô là người mẫu tham gia nhiều show thứ 4 vào mùa xuân 2010 sau Kasia Struss, Liu Wen và Constance Jablonski.
Frida xuất hiện trên nhiều tạp chí như Elle, W, Numéro, Vogue Mỹ, Ý, Pháp, Anh, Đức và Nhật Bản; L'Officiel và Crash. Trong tháng 3 năm 2010, cô xuất hiện trên trang bìa của tạp chí Vogue của Đức.
Cô cũng từng xuất hiện trong quảng cáo của Marc Jacobs, Daisy by Marc Jacobs, Etro, J. Estina, Noir, Jill Stuart, Anna Sui, Paul & Joe, Mystic và Vagabond.
Năm 2012, cô đứng thứ 20 trong top 50 người mẫu do trang web Models.com bình chọn. Trong tuần lễ thời trang xuân-hè 2011 cô đứng thứ 4 trong top 10 First Face do Fashion TV bình chọn. Trong tuần lễ thời trang thu đông 2011 2012, Frida tham gia trình diễn cho rất nhiều nhãn hiệu nổi tiếng như Dior, Jean Paul Gaultier, Versace, Gucci, Louis Vuittonvà nhiều nhãn hiệu khác nữa, cô cũng tham gia quảng cáo cho nhiều nhãn hiệu trong mùa xuân hè 2011 như Just Cavalli, Etro, Anna Sui Beauty, Paul & Joe.Tháng 5 năm 2011, Frida lên bìa tạp chí Vogue Trung Quốc.

## Cuộc sống cá nhân
Gustavsson là một sinh viên tại đại học Nghệ thuật và Thiết kế London. Cô hy vọng mình sẽ trở thành một nhà thiết kế thời trang.